# Spionen fra Tokio
|  | Filmen for formentlig identisk med filmen med titlen Spionen |
Spionen fra Tokio er en dansk stumfilm fra 1910 instrueret af August Blom efter manuskript af Otto Rung.